# Giuseppe Boccaccio
Giuseppe Boccaccio (Colorno, 1790 – Parma, 5 febbraio 1852) è stato un pittore e scenografo italiano.

## Biografia
Dimostrò fin da bambino notevole attitudine al disegno, suscitando l'interesse del duca Ferdinando I di Parma, che volle aiutarlo nello studio della pittura. Ferdinando però morì nel 1802, e fu Salvatore Balzari a farlo continuare negli studi.  Nel 1814, dopo tre anni di servizio sotto le armi, sposò Maddalena Guatteri, dalla quale ebbe due figli che si dedicarono alla musica: Luigi e Giulio. Il Boccaccio divenne un noto pittore paesaggista e nel 1817 l'Accademia di Belle Arti di Parma lo nominò accademico d'onore. Per ragioni economiche si rivolse anche alla scenografia, eseguendo vari lavori per teatri di privati e di collegi.
Nel 1819 la duchessa Maria Luisa d'Austria lo scelse come suo maestro di pittura e lo nominò scenografo del Teatro Ducale di Parma. Il Boccaccio seguì la sua protettrice nei suoi numerosi viaggi: in Austria (nel 1820 fu a Vienna), in Italia (nel 1830 fu a Roma), in Svizzera e in Germania. Eseguì per la sua allieva numerosi dipinti, in particolare acquerelli, alcuni dei quali sono conservati nella Biblioteca Palatina di Parma.
Nel 1821 il Boccaccio fu nominato dall'Accademia di Belle Arti professore per l'insegnamento di paesaggio. Scelse spesso come soggetti fiori e paesaggi, a volte con figurette romantiche secondo il gusto dell'epoca. Anche come scenografo scelse esclusivamente soggetti paesaggistici. I suoi primi lavori in questo campo furono nella stagione 1819-1820 del Teatro Ducale di Parma, per le opere I Pretendenti delusi di Giuseppe Mosca e La gazza ladra di Gioachino Rossini. Nel 1821 dipinse il sipario del Teatro Regio e continuò a lavorarvi fino alla stagione 1826-1827. Nel 1825 ne restaurò la sala, in occasione della visita di Francesco I d’Austria e di Francesco I delle Due Sicilie.
Quando venne inaugurato il nuovo Teatro Regio eseguì le scenografie per le opere e i balletti, in collaborazione con Giuseppe Giorgi e Pietro Piazza. Oltre che a Parma, lavorò come scenografo a Piacenza (1840, Teatro Comunale), a Reggio Emilia (1840-1841), a Casalmaggiore (1841, Teatro Comunale), a Genova, a Brescia e specialmente al Teatro alla Scala di Milano (1843-1846). Alla Scala eseguì le scenografie di paesaggio delle opere Elena da Feltre e Lucia di Lammermoor.
Alla Galleria nazionale di Parma sono conservati due paesaggi del Boccaccio. Due grandi tele con cavalli sono presso l'Istituto d'Arte. Nel Museo Glauco Lombardi di Parma è conservato l'acquerello Veduta di Velleia (catalogo, p. 27). Altre opere si conservano in collezioni private della stessa città.
Giuseppe Boccaccio fu considerato dai contemporanei uno dei migliori scenografi e un importante maestro della nuova generazione. Alla sua scuola di pittura si formarono Luigi Marchesi, Alberto Pasini, Giuseppe Drugman, Giacomo Giacopelli, Giuseppe Alinovi, Erminio Fanti e Pasquale Domenico Cambiaso.
A Parma gli è intitolata una strada che collega via Savani con via Lanfranco.